# Gastronomía de Apulia
La gastronomía pullesa (cucina pugliese) son los productos, técnicas culinarias y platos tradicionales de la región de Apulia, en el sur de Italia. Enmarcada en la cocina mediterránea, la cocina pullesa se caracteriza por la importancia que se da a las materias primas, ligadas a la tierra y al mar. 
Así pues, en los mercados de Apulia se pueden encontrar verduras de temporada, como el nabo (rapa) y el repollo verde (cavolo) en otoño, el cardo en invierno, pimientos y berenjenas (melanzane), las alcachofas (carciofi) en primavera, así como las legumbres: frijoles (fagioli), lentejas (lenticchie), la almorta (cicerchie) y las habas (fave). Los productos del mar incluyen una amplia variedad de pescados y mariscos mediterráneos, en particular del mar Adriático.
Cada región de Italia tiene sus formatos de pasta típicos y el más representativo de Apulia es aquél llamado orecchiette ('orejitas'), comúnmente cocinados al ragù di carne di cavallo ('salsa de carne de caballo') o con le cime di rapa ('con hojas de nabo'). También son platos típicos la cicoria con la purea di fave ('achicorias con puré de habas'), los cavatelli con le cozze ('pasta cavatelli con mejillones') o riso al forno alla barese ('arroz al horno al estilo barese'), también llamado patate, riso e cozze ('patatas, arroz y mejillones').

## Contexto
A partir de la Edad Media la residencia permanente de la nobleza en la comarca fue decayendo, lo que con el paso del tiempo provocó la desaparición de su cocina noble. Como la gente común sufría escaseces, su tradición culinaria se adaptó para utilizar alimentos humildes y preparaciones sencillas. Los alimentos básicos son el pan, las verduras y la pasta, los cuales son protagonistas en la cocina pullesa. Las frutas, el pescado y el vino también son comunes, y la carne juega un papel menor. La comida de Apulia es un excelente ejemplo de la cucina povera o «cocina de pobre», sin embargo esto solo determina su sencillez, y no su calidad. Más aún, los platos sencillos permiten que la calidad de sus ingredientes locales y de temporada ocupe un lugar central.
Hay muchas recetas que presenta esta cocina, que luego tiene una particularidad que la distingue de las demás, para ofrecer diferentes platos en relación con las diferentes estaciones, de modo que durante las estaciones más templadas, es decir, en primavera y verano, se da preferencia a las verduras y la pescado, mientras que en las otras legumbres predominan, la pasta casera sazonada con varias salsas, sola o combinada con verduras o pescado.

## Productos de Apulia
- Almendra de Toritto
- Apia de los vinos

- Bocconotto

- Cacioricotta pugliese
- Calzone
- Canestrato Pugliese
- Cartellate
- Collina di Brindisi

- Fallone di Gravina
- Farrata
- Fior di latte

- Maccaruni

- Orecchiette

- Pasta reale
- Purceddhruzzi

- Tarallo

- Vincotto

- Zeppole

### Traducción
- Esta obra contiene una traducción  derivada de «Cucina pugliese» de Wikipedia en italiano, concretamente de esta versión, publicada por sus editores bajo la Licencia de documentación libre de GNU y la Licencia Creative Commons Atribución-CompartirIgual 4.0 Internacional.

- Datos: Q3699143
- Multimedia: Cuisine of Apulia / Q3699143